# Јакаб Каушер
Јакаб Каушер (мађ. Strausz Gyula László János) је био мађарски атлетичар који се такмичио на Летњим олимпијским играма 1900. одржане у Паризу. Учествовао је у такмичењу у скок са мотком и завршио је на четвртом месту са резултатом од 3.10 m.

## Спортска каријера
Јакаб Каушер је као атлетичар био члан мађарског АК (МАК) клуба (Magyar Atlétikai Club). Као члан клуба представљао је Мађарску на Летњим олимпијским играма 1900. Није учествовао на првом државном првенству у скоку с мотком и пошто се повукао из такмичења. Међутим 1902. године је прескочио висину од 336 cm и због овога резултата је уствари и послат у Лондон да учествује на ААА шампионату где је са прескоченом висиним од 325 cm освоји титулу првака.